# Гальегос-Вальдес, Луис
Луис Гальегос-Вальдес (исп. Luis Gallegos Valdés; 30 августа 1917, Сан-Сальвадор, Сальвадор — 15 февраля 1990, там же) — сальвадорский писатель, педагог и литературный критик. Автор «Панорамы сальвадорской литературы» (1980), самого полного исследования литературы Сальвадора на сегодняшний день.

## Биография
Луис Гальегос-Вальдес родился в Сан-Сальвадоре 30 августа 1917 года. Он принадлежал к поколению писателей 1940-х годов, выступивших против диктатуры и способствовавших в 1950-х — 1960-х годах развитию в стране культуры и образования. 
В конце 1940-х — в начале 1950-х Луис Гальегос-Вальдес был принят в члены Атенеума в Сан-Сальвадора, Сальвадорской академии языка, Испанской королевской академии и Боливарианского Общества Сальвадора. Он также служил в звании профессора всемирной, центральноамериканской, французской, испанской и сальвадорской литературы в Сальвадорском университете, Высшем педагогическом училище (ныне несуществующем) и других заведениях высшего образования. На дипломатической службе Работал заместителем директора Генерального директората изобразительных искусств и занимал место заведующего кафедрой искусств в том же учреждении, после был повышен до должности генерального директора. Кроме того, работал редактором журналов «ARS», периодического издания Департамента изящных искусств, и «Песни Кускатлана» (исп. Letras de Cuzcatlán).
Считается ведущим литературным критиком Сальвадора. Его первая книга, «Яблочко» (1952) имела читательский успех не только у сальвадорцев, но и у жителей других стран Центральной Америки, а также Мексики, Венесуэлы, Италии и Испании. Он также опубликовал книги «Главная площадь» (1960), «Испаноязычные вопросы» (1977), «Вербальные карикатуры» (беседы с карикатуристом Тоньо Саласаром, 1982) и «Письма Центральной Америки» (1990), как дополнение к своей знаменитой «Панораме сальвадорской литературы» (1980).